# يرونيماس كراويليس
يرونيماس كراويليس (بالليتوانية: Jeronimas Kraujelis)‏ (و. 1938 – 2019 م) هو اقتصادي، وسياسي ليتواني، توفي عن عمر يناهز 81 عاماً.

## مناصب
تولى منصب عضو برلمان
.